# Schäfer (Familienname)
Schäfer oder Schaefer ist ein deutscher Familienname.

## Herkunft und Bedeutung
Berufsname vom Beruf des Schäfers.
Bei Schaefer oft von Schaffer.

## Häufigkeit

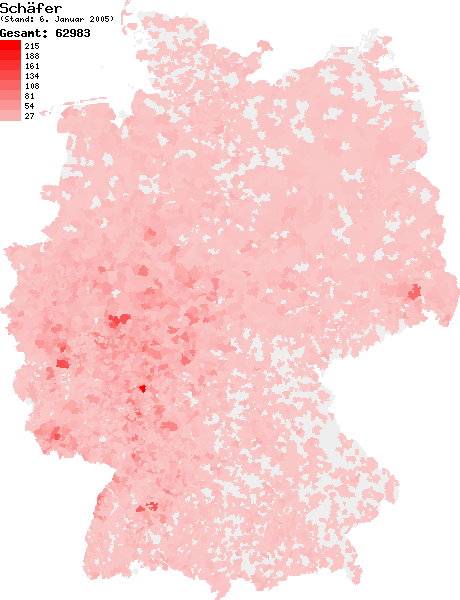
Verteilung des Familiennamens Schäfer in Deutschland

Der Name Schäfer belegt Platz 11 auf der Liste der häufigsten Familiennamen in Deutschland.

## Namensträger

### A
- A. T. Schaefer (Albert Theodor Schaefer; * 1944), deutscher Fotograf
- Adam Schäfer (Politiker) (1776–1850), deutscher Schönfärber, MdL Kurhessen
- Adam Schäfer (Priester) (1877–1941), deutscher Geistlicher
- Adam Schäfer (Fußballspieler), deutscher Fußballspieler
- Adam Joseph Schäfer (auch Adam Josef Schäfer; 1798–1871), deutscher Bildhauer
- Adolf Schäfer (Bauunternehmer, 1842) (1842–1925), Schweizer Architekt und Bauunternehmer
- Adolf Schäfer (Bauunternehmer, 1875) (1875–1960), Schweizer Bauunternehmer
- Adolf Schäfer (Jurist) (1904–nach 1973), deutscher Jurist, Bankdirektor und Fachautor
- Adolf Schäfer (1937–2009), deutscher Kommunalpolitiker (SPD)
- Adolph Schäfer (1807–1857), deutscher Jurist und Fotograf
- Albert Schäfer (Unternehmer) (1881–1971), deutscher Unternehmer
- Albert Schäfer (Architekt) (1886–1968), deutscher Architekt
- Albert Schäfer (Lehrer) (1902–1970), deutscher Lehrer und Heimatforscher
- Albert Schäfer (Filmproduzent), deutscher Filmproduzent
- Albert Schaefer-Ast (auch Albert Schäfer-Ast, 1890–1951), deutscher Zeichner und Karikaturist
- Albert Quirin Schäfer (1877–vor 1935), deutscher Maler
- Albert Theodor Schaefer (* 1944), deutscher Fotograf, siehe A. T. Schaefer
- Albrecht Schäfer (* 1967), deutscher Künstler
- Alexander Schäfer (Architekt) (1898–1963), deutscher Architekt
- Alexander Schäfer (* 1981), deutscher Schauspieler
- Alexander G. Schäfer (* 1965), deutscher Schauspieler und Regisseur
- Alfred Schaefer (Bankmanager) (1905–1986), Schweizer Bankmanager
- Alfred Schaefer (Schriftsteller) (1907–1999), deutscher Schriftsteller im Bereich der politischen Philosophie
- Alfred Schäfer (Pädagoge) (* 1951), deutscher Pädagoge und Hochschullehrer
- Alfred Schaefer (Holocaustleugner) (* 1955), deutsch-kanadischer Neofaschist
- Alfred Schäfer (Archäologe) (* 1963), deutscher Klassischer Archäologe
- Alois Schäfer (* 1948), deutscher Geograph und Hochschullehrer
- Aloys Schäfer (Geistlicher) (1853–1914), deutscher Geistlicher, Apostolischer Vikar und MdL Sachsen
- Aloys Schaefer (Politiker) (1911–1999), deutscher Verwaltungsjurist und Politiker (CDU)
- András Schäfer (* 1999), ungarischer Fußballspieler
- André Schäfer (* 1966), deutscher Dokumentarfilmer, Drehbuchautor und Filmproduzent
- André Schäfer (E-Sportler) (* 1990), deutscher E-Sportler
- Andreas Schäfer (Regisseur) (* 1957), deutscher Regisseur und Autor
- Andreas Schäfer (Komponist) (* 1959), deutscher Filmmusikkomponist
- Andreas Schäfer (Prähistoriker), deutscher Prähistorischer Archäologe
- Andreas Schäfer (Rennfahrer) (* 1966), deutscher Motorradrennfahrer
- Andreas Schäfer (Schriftsteller) (* 1969), deutscher Journalist und Schriftsteller
- Andreas Schäfer (Tennisspieler) (* 1980), deutscher Tennisspieler
- Andreas Schäfer (Fußballspieler) (* 1983), deutscher Fußballspieler
- Andreas Weber-Schäfer (* 1939), deutscher Hörspielregisseur
- Anita Schäfer (* 1951), deutsche Politikerin (CDU)
- Anja Schäfer-Bongwald (* 1966), deutsche Ruderin
- Anke Schäfer (Verlegerin) (1938–2013), deutsche Buchhändlerin, Verlegerin und Herausgeberin
- Anke Schäfer (* 1962), deutsche Performancekünstlerin
- Anna Schäfer (* 1973), deutsche Schauspielerin
- Anne Schäfer (Gartenhistorikerin) (* 1952), deutsche Gartenhistorikerin
- Anne Schäfer (Schauspielerin) (* 1979), deutsche Schauspielerin
- Anne Schäfer (Molekularbiologin), deutsche Molekularbiologin
- Anne Schäfer (Tennisspielerin) (* 1987), deutsche Tennisspielerin
- Annemarie Schäfer (1919–nach 1943), deutsche Schauspielerin
- Anny Schäfer (1859–1952), deutsche Schriftstellerin
- Ansgar Schäfer (* 1967), deutscher Schauspieler
- Anton Schäfer (Medailleur) (1722–1801), kurpfälzischer Münzmeister in Mannheim
- Anton Schäfer (Turner) (1854–1911), amerikanischer Turner (Milwaukee-Turnverein)
- Anton Schäfer (Volkssänger), österreichischer Volkssänger
- Anton Schäfer (Politiker) (1868–1945), österreichisch-tschechischer Politiker (DSAP) und Gewerkschafter
- Anton Schäfer (Rechtsanwalt) (* 1965), österreichischer Rechtsanwalt und Gerichtssachverständiger
- Armin Schäfer (Fußballspieler) (* 1938), deutscher Fußballspieler
- Armin Schaefer (Musiker) (* 1966), deutscher Musiker
- Armin Schäfer (Literaturwissenschaftler), deutscher Literaturwissenschaftler
- Armin Schäfer (Politikwissenschaftler) (* 1975), deutscher Politikwissenschaftler
- Arno Schäfer (* 1954), deutscher Fußballspieler
- Arnold Schaefer (1819–1883), deutscher Althistoriker
- August Schäfer (Richter) (1888–1984), deutscher Richter
- August Schäfer (Politiker) (1890–1977), deutscher Politiker (SPD)
- Axel Schäfer (* 1952), deutscher Politiker (SPD)

### B
- Barbara Schäfer (Politikerin) (1934–2024), deutsche Pädagogin und Politikerin (CDU)
- Barbara Schäfer (Judaistin) (* 1940), deutsche Judaistin
- Barbara Schaefer (Übersetzerin) (* 1955), deutsche Übersetzerin und Schriftstellerin
- Barbara Schaefer (Journalistin) (* 1961), deutsche Journalistin und Autorin
- Barbara Schaefer (Leichtathletin) (* 1974), deutsche Marathonläuferin
- Barbara Schäfer (Hörspielregisseurin), deutsche Hörspielregisseurin
- Bärbel Schäfer (Regierungspräsidentin) (* 1958), deutsche Verwaltungsjuristin
- Bärbel Schäfer (* 1963), deutsche Fernsehmoderatorin und -produzentin
- Beate Schaefer (* 1961), deutsche  Schriftstellerin
- Benjamin Schaefer (* 1981), deutscher Jazzpianist
- Benny Schäfer (* 1980), deutscher Jazzbassist
- Bernd Schäfer (Schauspieler) (Ernst Bernhard Schäfer; 1927–1983), deutscher Schauspieler
- Bernd Schäfer (Sportfunktionär) (1937–2010), deutscher  Rechtsanwalt und Sportfunktionär
- Bernd Schäfer (Psychologe) (* 1943), deutscher Sozialpsychologe und Hochschullehrer
- Bernd Schäfer (Heimatforscher) (* 1951), deutscher Pädagoge und Heimatforscher
- Bernd Schäfer (Historiker) (* 1962), deutscher Historiker
- Bernd Schäfer (Politiker) (* 1966), deutscher Politiker (SPD), Bürgermeister von Bergkamen
- Bernhard Schäfer (Theologe) (1841–1926), deutscher Theologe und Hochschullehrer
- Bernhard Schäfer (Archivar) (* 1967), deutscher Historiker, Archivar und Museumsleiter
- Berta Schäfer (Widerstandskämpferin) (1890–1945), deutsche Widerstandskämpferin
- Berta Schäfer (Politikerin) (1902–1977), deutsche Politikerin (KPD)
- Bertram Schäfer (* 1946), deutscher Automobilrennfahrer und Sportfunktionär
- Birgit Schäfer (* 1971), deutsche Fußballspielerin
- Bodo Schäfer (* 1960), deutscher Motivationstrainer und Autor
- Brandon Schaefer (* 1980), US-amerikanischer Pokerspieler
- Bruno Schäfer (1883–1957), deutscher Bildhauer und Designer
- Bruno Louis Schaefer (1860–1945), deutscher Jurist und Politiker

### C
- Camillo Schaefer (* 1943), österreichischer Schriftsteller
- Carl Schäfer (1844–1908), deutscher Architekt
- Carl Schaefer (Musiker) (1876–1954), deutscher Fagottist
- Carl Schaefer (Politiker) (1887–1970), deutscher Arzt, Unternehmer und Politiker (FDP/DVP)
- Carl-Anton Schaefer (1890–1974), deutscher Politiker (GB/BHE, CDU)
- Carl-August Schaefer (1926–1986), deutscher Lichttechniker und Unternehmer
- Carlo Schäfer (1964–2015), deutscher Schriftsteller
- Carmen Schäfer (Fußballspielerin) (* 1971), deutsche Fußballspielerin
- Carmen Schäfer (Curlerin) (* 1981), Schweizer Curlerin
- Carolin Schäfer (* 1991), deutsche Siebenkämpferin
- Carsten Schaefer (* 1960), deutscher Moderator
- Carsten Schäfer (* 1964), deutscher Jurist und Hochschullehrer
- Christa D. Schäfer (* 1962), deutsche Mediatorin und Autorin
- Christian Schäfer (Politiker) (* 1963), deutscher Innenarchitekt und Politiker (AfD, LKR)
- Christian Schäfer (Politiker, 1805) (1805–1841), deutscher Landwirt, Schuhmachermeister, Schneidermeister, Bürgermeister und Politiker
- Christian Schäfer (Philosoph) (* 1967), deutscher Philosoph
- Christian Schäfer (Szenenbildner) (* 1967), deutscher Szenenbildner
- Christian Schäfer (Fußballspieler, 1969) (* 1969), deutscher Fußballspieler
- Christian Schäfer (Regisseur) (* 1975), deutscher Regisseur und Theaterleiter
- Christian Schäfer (Fußballspieler, 1977) (* 1977), deutscher Fußballspieler
- Christian Schäfer (Handballspieler) (* 1988), deutscher Handballspieler
- Christian Schäfer (Filmregisseur) (* 1990), deutscher Filmregisseur
- Christian Martin Schäfer (* 1980), Schweizer Schauspieler
- Christian Schäfer (Segler), deutscher Segler
- Christina Schäfer (* 1982), deutsche Bogenschützin
- Christina Schaefer, deutsche Wirtschaftswissenschaftlerin
- Christina Schaefer (Romanistin), deutsche Romanistin
- Christine Schäfer (* 1965), deutsche Sängerin (Sopran)
- Christoph Schäfer (Abt) (1578–1637), Abt des Zisterzienserstiftes Heiligenkreuz
- Christoph Schäfer (Historiker) (* 1961), deutscher Althistoriker
- Christoph Schäfer (Künstler) (* 1964), deutscher Künstler
- Cilly Schäfer (1898–1981), deutsche Politikerin (KPD/DKP)
- Claude Schaefer (1913–2010), deutsch-französischer Kunsthistoriker
- Claudia Schäfer-Rudolf (* 1970), deutsche Kommunalpolitikerin (CSU)
- Clemens Schäfer (1629–1693), österreichischer Zisterzienserabt, siehe Clemens Schäffer
- Clemens Schaefer (Physiker) (1878–1968), deutscher Physiker
- Clemens Schäfer (Politiker) (1919–1989), deutscher Politiker (CDU)
- Conrad Schäfer († 1624), deutscher Politiker
- Corinna Schaefer, deutsche Gesundheitswissenschaftlerin
- Cornel Schäfer (* 1982), deutscher Filmproduzent
- Cyrill Schäfer (* 1966), deutscher Ordenspriester, Benediktiner und Theologe

### D
- Dagmar Schäfer (* 1968), deutsche Sinologin und Wissenschaftshistorikerin
- Dallas Schaefer, US-amerikanischer Schauspieler
- Daniel Schaefer (Politiker) (1936–2006), US-amerikanischer Politiker
- Daniel Schäfer (Medizinhistoriker) (* 1964), deutscher Medizinhistoriker
- Daniel Schäfer (Schauspieler) (* 1977), deutscher Schauspieler
- Detlef Schäfer (* 1954), deutscher Fußballspieler
- Dieter Schäfer (1927–2021), deutscher Historiker und Hauptgeschäftsführer der IHK Würzburg-Schweinfurt
- Dieter Schäfer (Ökonom) (1932–2018), deutscher Ökonom und Hochschullehrer (Professor für Volkswirtschaftslehre) in Trier und Bamberg
- Dieter Schäfer (Cartoonist) (* 22. Juni 1937; † 9. Dezember 2022), deutscher Cartoonist und Autor
- Dietrich Schäfer (1845–1929), deutscher Historiker
- Dirk Schäfer (Komponist, 1873) (1873–1931), niederländischer Pianist und Komponist
- Dirk Schäfer (Boxer) (* 1961), deutscher Boxer und Straßenmusiker
- Dirk Schäfer (Regisseur) (* 1961), deutscher Filmregisseur
- Dirk Schaefer (Komponist, 1971) (auch Dirk Schäfer; * 1971), deutscher Filmkomponist
- Dominique Schaefer (* 1999), peruanische Tennisspielerin
- Dorothea Schäfer (* 1962), deutsche Politikerin (CDU)

### E
- Earl S. Schaefer (1926–2016), US-amerikanischer Psychologe
- Eberhard Schäfer (Pilot) (1924–1944), deutscher Pilot und Offizier
- Eberhard Schäfer (Biologe) (* 1945), deutscher Biologe
- Eberhard Schäfer (Physiker) (* 1945), deutscher Physiker und Hochschullehrer
- Eberhard Schäfer (Regisseur), deutscher Filmregisseur
- Eckart Schäfer (1939–2018), deutscher Altphilologe
- Eckhard Schaefer (1936–2023), deutscher Baptistenpastor, Direktor des Bundes Evangelisch-Freikirchlicher Gemeinden
- Edmund Schaefer (auch Edmund Schaefer-Osterhold; 1880–1959), deutscher Maler, Lithograf und Hochschullehrer
- Edwin M. Schaefer (1887–1950), US-amerikanischer Politiker
- Egmont Schaefer (1908–2004), deutscher Zeichner und Maler
- Ekkehart Schäfer (* 1947), ehemaliger Rechtsanwalt und Präsident der Bundesrechtsanwaltskammer
- Elisabeth Schaefer, Opfer der Hexenverfolgung in Borchen, siehe Hexenprozesse in Borchen
- Elisabeth Schäfer (Politikerin) (* 1926), deutsche Politikerin (NDPD)
- Elisabeth Schäfer (Musikerin) (Elisabeth Schäfer-Koutsouvelis; 1964/1965–2016), deutsche Bratschistin
- Elisabeth Schäfer (Philosophin) (* 1979), deutsche Philosophin
- Elke Berninger-Schäfer (* 1958), deutsche Psychologin, Psychotherapeutin, Supervisorin, Senior Coach, Dozentin und Lehrcoach
- Elmar Schäfer (* 1964), deutscher Film- und Musikproduzent
- Emanuel Schäfer (1900–1974), deutscher Jurist und SS-Oberführer
- Emil Schäfer (Architekt) (1878–1958), Schweizer Architekt
- Emil Schäfer (1891–1917), deutscher Pilot
- Emile Schaefer (* 1971), deutscher Eishockeyspieler
- Emmerich Schäfer (Maler) (1867–1938), deutscher Maler und Kunsterzieher
- Erhard Schäfer (Politiker, 1937) (* 1937), deutscher Politiker (CDU)
- Erhard Schäfer (Politiker, 1944) (* 1944), deutscher Politiker (SPD), Mitglied der Hamburgischen Bürgerschaft
- Erhard Schäfer (Koch) (* 1959), deutscher Koch
- Eric Schaefer (* 1976), deutscher Jazzschlagzeuger
- Erich Schäfer (Politiker) (1899–nach 1947), deutscher Politiker (LDP), MdL Sachsen-Anhalt
- Erich Schäfer (Ökonom) (1900–1984), deutscher Betriebswirt und Hochschullehrer
- Ernst Schäfer (Politiker, 1830) (1830–1899), deutscher Beamter und Politiker
- Ernst Schäfer (Architekt) (1862–nach 1936), deutsch-böhmischer Architekt
- Ernst Schäfer (Historiker) (1872–1946), deutscher Historiker und Hochschullehrer
- Ernst Schäfer (Politiker, 1882) (1882–nach 1931), deutscher Politiker (USPD), Mitglied der Sächsischen Volkskammer
- Ernst Schäfer (Jurist) (1882–1945), deutscher Jurist
- Ernst Schaefer (Politiker) (1885–nach 1954), deutscher Politiker (GB/BHE)
- Ernst Schäfer (Archäologe) (1902–1996), deutscher evangelischer Theologe und Christlicher Archäologe
- Ernst Schäfer (Politiker, 1906) (1906–1989), deutscher Politiker (SPD), MdL Baden-Württemberg
- Ernst Schäfer (Zoologe) (1910–1992), deutscher Zoologe und Tibetforscher, Mitglied von SS-Ahnenerbe
- Ernst Schäfer (Politiker, 1915) (1915–1973), deutscher Politiker (FDP/DPS)
- Ernst Schäfer (Fotograf) (1916–2002), deutscher Fotograf
- Ernst-Heinz Schäfer (1910–2004), deutscher Jurist und Geschäftsführer des Verbandes der weiterverarbeitenden Eisen- und Metallindustrie des Saarlandes, Ehrensenator der Universität des Saarlandes
- Ernst Karl Schäfer (1821–1878), deutscher Verlagsgründer
- Ernst Ludwig Schäfer (1915–2008), deutscher Internist
- Ernst Philipp Schäfer (1858–1924), deutscher Architekt
- Eva Schäfer (1924–2003), deutsche Schauspielerin
- Ewald Schäfer (1905–2001), deutscher Musikpädagoge und Liederkomponist

### F
- Felix Schäfer (* 1983), deutscher Schauspieler
- Florian Schäfer (Politiker) (* 1986), deutscher Politiker (SPD), MdL
- Florian Schäfer (Sagenforscher) (* 1991), deutscher Sagenforscher und Schriftsteller
- Frank Schaefer (* 1963), deutscher Fußballtrainer
- Frank Schäfer (Friseur) (* 1959), deutscher Schauspieler und Friseur
- Frank Schäfer (Biologe) (* 1964), deutscher Biologe
- Frank Schäfer (Schriftsteller) (* 1966), deutscher Schriftsteller
- Frank L. Schäfer (* 1974), deutscher Rechtswissenschaftler
- Frank Ludwig Schaefer, auch Frank L. Schaefer (1909–1972), deutscher Maler, siehe Frank el Punto
- Franz Schäfer (Manager) (1865–1937), deutscher Versicherungsdirektor
- Franz Schäfer (Jurist) (1879–1958), deutscher Richter und Rechtswissenschaftler
- Franz Schäfer (Politiker, I), deutscher Politiker, MdL Saarland
- Franz Schäfer (Politiker, 1899) (1899–1973), deutscher Politiker (CSU), MdL Bayern
- Franz Schäfer (Journalist) (* 1937), deutscher Journalist und Fußballfunktionär
- Franz Josef Schäfer (* 1953), deutscher Lehrer und Historiker
- Franz Werner Schäfer (1921–2016), Schweizer Bischof
- Frauke Schäfer, deutsche Opernsängerin (Sopran)
- Frederick Schaefer (1817–1897), deutschamerikanischer Brauer
- Fredy Schäfer (1933–2017), deutscher Politiker (CDU)
- Frieda Schäfer (1904–1980), deutsche Politikerin (KPD), MdL
- Friedrich Schäfer (Bildhauer) (1709–1786), Schweizer Bildhauer und Schnitzer
- Friedrich Schäfer (Politiker, 1830) (1830–1898), deutscher Politiker und Gastwirt
- Friedrich Schäfer (Politiker, 1915) (1915–1988), deutscher Politiker (SPD), MdB
- Friedrich Schäfer (Politiker, 1922) (1922–??), deutscher Ingenieur, Gewerkschafter und Politiker, MdV
- Friedrich August Schäfer (1810–1880), deutscher Politiker, Bürgermeister von Offenbach am Main
- Friedrich Ferdinand Schäfer (Frederick Ferdinand Schafer; 1839–1927), deutschamerikanischer Maler
- Friedrich Hans Schaefer (1908–1998), deutscher Schneider, Lehrer und Schriftsteller
- Fritz Schäfer (Ringer) (1912–1973), deutscher Ringer
- Fritz Schäfer (Buddhistischer Lehrer) (1923–2012), deutscher Jurist sowie Interpret, Autor und Lehrer des Theravada-Buddhismus
- Fritz Schaefer (* 1944), US-amerikanischer Chemiker, siehe Henry F. Schaefer
- Fritz Schaefer (Autor) (* 1997), deutscher Moderator und Autor
- Fritz Peter Schäfer (1931–2011), deutscher Physiker

### G
- Gabriele Schäfer (Eiskunstläuferin), deutsche Eistänzerin
- Gabriele Schäfer (Schauspielerin), deutsche Schauspielerin
- Gabriele Klara Schäfer (* 1957), deutsche Politikerin (CDU), siehe Gaby Schäfer
- Gaby Schäfer (* 1957), deutsche Politikerin (CDU)
- Gaby Schäfer (Verwaltungsjuristin) (* 1960), deutsche Verwaltungsjuristin
- Georg Schäfer (Industrieller) (1896–1975), deutscher Industrieller und Kunstmäzen
- Georg Schäfer (Maler, 1896) (1896–1989), deutscher Maler
- Georg Schäfer (Pfarrer) (1915–1977), deutscher Pfarrer und Kirchenfunktionär
- Georg Schäfer (Politiker) (1919–2014), deutscher Politiker (SPD), MdL Hessen
- Georg Schaefer (1926–1990), deutsch-US-amerikanischer Maler
- Georg Christoph Schäfer (1629–1666), deutscher Jurist
- Georg Josef Bernhard Schäfer (1855–1912), deutscher Maler
- George Schaefer (1920–1997), US-amerikanischer Regisseur
- Gerd Schäfer (Kameramann), deutscher Kameramann
- Gerd Schäfer (Germanist), deutscher Germanist
- Gerd Schäfer (Leichtathlet) (* 1969), deutscher Leichtathlet
- Gerd Schaefer-Rolffs (Gerhard Ernst Heinrich Schaefer-Rolffs; 1909–1986), deutscher Ingenieur und Studentenhistoriker
- Gerd E. Schäfer (Gerhard Kurt Egilhard Schäfer; 1923–2001), deutscher Schauspieler
- Gerd E. Schäfer (Pädagoge) (* 1942), deutscher Erziehungswissenschaftler und Hochschullehrer
- Gerhard Schäfer (Journalist) (1922–2015), deutscher Hörfunkjournalist
- Gerhard Schäfer (Theologe) (1923–2003), deutscher Theologe und Archivar
- Gerhard Schäfer (Manager) (1924–2015), deutscher Industriemanager
- Gerhard Schäfer (Richter) (* 1937), deutscher Richter
- Gerhard Schäfer (Physiker) (* 1948), deutscher theoretischer Physiker
- Gerhard Schäfer (Publizist) (* 1949), deutscher Sozialwissenschaftler und Publizist
- Gerhard Schäfer (Gotha), deutscher Politiker, ehem. Oberbürgermeister von Gotha
- Gerhard Schäfer (Fußballspieler) (* 1952), deutscher Fußballspieler
- Gerhard K. Schäfer (* 1952), deutscher Theologe
- Gerhart Schäfer (1926–2018), deutscher Komponist und Hochschullehrer
- Gert Schäfer (Architekt) (1910–1963), Schweizer Architekt
- Gert Schäfer (Politikwissenschaftler) (1941–2012), deutscher Politikwissenschaftler
- Gert Schaefer (Schauspieler) (1955–2014), deutscher Schauspieler
- Gert Karl Schaefer (auch Gert Schäfer; 1920–1996), deutscher Schauspieler
- Gertrud Schäfer (Künstlerin) (1880–1945), deutsche Malerin
- Gertrud Schäfer (Theologin) (1897–1987), deutsche evangelische Theologin und Pastorin
- Gertrud Schäfer (Leichtathletin) (* 1944), deutsche Leichtathletin
- Gisela Schäfer (1924–2021), deutsche Internistin
- Gottfried Heinrich Schäfer (1764–1840), deutscher Philologe
- Guido Schäfer (* 1964), deutscher Fußballspieler
- Günter Schäfer (Radsportler) (1938–2017), deutscher Radsportler und Radsportfunktionär
- Günter Schäfer (Fußballspieler) (* 1953), deutscher Fußballspieler
- Günther Schäfer (Mediziner) (auch Guenter Schäfer; 1902–nach 1945), deutscher Gynäkologe
- Günther Schäfer (Rennfahrer), deutscher Automobilrennfahrer
- Günther Schaefer (Maler) (1954–2023), deutscher Maler und Fotograf
- Günther Schäfer (Politiker) (* 1957), deutscher Politiker (Bündnis 90/Die Grünen)
- Günther Schäfer (Fußballspieler) (* 1962), deutscher Fußballspieler
- Gustav Schaefer (Politiker, 1863) (1863–nach 1932), deutscher Landwirt und Politiker (DNVP), MdL Preußen
- Gustav Schäfer (Politiker, II), österreichischer Politiker (DK)
- Gustav Schäfer (Politiker, 1892) (1892–1965), deutscher Politiker (SPD)
- Gustav Schäfer (Sportfunktionär) (1896–1967), deutscher Sportfunktionär und SA-Führer
- Gustav Schäfer (Ruderer) (1906–1991), deutscher Ruderer
- Gustav Schäfer (* 1988), deutscher Schlagzeuger, Mitglied von Tokio Hotel

### H
- Hal Schaefer (1925–2012), US-amerikanischer Jazzmusiker und Komponist
- Hannes Schäfer (* 1965), deutscher Rockmusiker und Arzt
- Hanno Schaefer (* 1975), deutscher Botaniker
- Hanns Schäfer (1891–1955), deutscher Baumeister und Bauunternehmer
- Hanns Schaefer (Unternehmer) (1902–nach 1971), deutscher Unternehmer und Verbandsfunktionär
- Hanns Schaefer (1903–1964), deutscher Maler und Dichter
- Hans Schäfer (Verleger) (auch Hans Schaefer; 1889–1958/1959), deutscher Verleger und Drucker
- Hans Schäfer (Architekt) (auch Hans Schaefer; 1890–nach 1931), deutscher Architekt
- Hans Schaefer (Offizier) (1892–1978), deutscher General
- Hans Schaefer (Journalist) (1895–1972), deutscher Journalist
- Hans Schäfer (Zoodirektor) (1896–1971), deutscher Kaufmann, Diplomat, Tierzüchter, Forscher und Zoodirektor
- Hans Schäfer (Maler) (1900–1976), deutscher Maler und Grafiker
- Hans Schäfer (Beamter) (1900–1978), deutscher Beamter und Verbandsfunktionär
- Hans Schaefer (Althistoriker) (1906–1961), deutscher Althistoriker
- Hans Schaefer (Mediziner) (1906–2000), deutscher Chirurg und Anästhesist
- Hans Schäfer (Jurist) (1910–1980), deutscher Jurist, Verwaltungsbeamter und Präsident des Bundesrechnungshofes
- Hans Schäfer (Politiker) (1913–1989), deutscher Jurist und Politiker (FDP, SPD)
- Hans Schäfer (Fußballspieler) (1927–2017), deutscher Fußballspieler
- Hans Schäfer (Mediziner) (1928–2013), deutscher Mediziner
- Hans-Albert Simon-Schaefer (1907–1993), deutscher Maler
- Hans-Bernd Schäfer (* 1943), deutscher Ökonom
- Hans Christoph Schäfer (1921–2021), deutscher Jurist
- Hans Dieter Schäfer (* 1939), deutscher Germanist
- Hans-Eckart Schaefer (* 1936), deutscher Pathologe
- Hans-Eckhardt Schaefer (* 1939), deutscher Physiker
- Hans Georg Schäfer (Intendant) (* 1932), deutscher Pianist, Kapellmeister, Künstlerischer Leiter und Intendant
- Hans Georg Schäfer (Bühnenbildner) (* 1939), deutscher Bühnenbildner und Maler
- Hans J. Schäfer (1937–2024), deutscher Chemiker
- Hans Joachim Schäfer (1923–2007), deutscher Dramaturg
- Hansjörg Schäfer (1944–2023), deutscher Politiker (SPD)
- Hansjürgen Schaefer (1930–1999), deutscher Musikwissenschaftler und -kritiker
- Hans Ulrich Schäfer (1932–2018), Schweizer Pfarrer und Schriftsteller
- Harald Schäfer (Chemiker) (1913–1992), deutscher Chemiker und Hochschullehrer
- Harald Schäfer (Regisseur) (1931–2001), deutscher Regisseur
- Harald B. Schäfer (1938–2013), deutscher Lehrer und Politiker (SPD)
- Harry Schäfer (* 1990), deutscher Schauspieler
- Hartmut Schäfer (1943–2021), deutscher Mittelalterarchäologe und Kunsthistoriker
- Hartmut Schaefer (Musikbibliothekar) (* 1944), deutscher Musikwissenschaftler und Musikbibliothekar
- Hartmut Schäfer (Ruderer) (* 1961), deutscher Ruderer
- Heidi Schäfer-Flender (* 1953), deutsche Malerin
- Heidi Schäfer-Frischmann (* 1951), deutsche Pflegerin
- Heike Schaefer (* 1957), deutsche Bildhauerin
- Heike Schäfer (* 1964), deutsche Schlagersängerin
- Heiko Schäfer (Archäologe) (* 1962), deutscher Archäologe
- Heiko Schäfer, bekannt als Heiko M/S/O (1970–2017), deutscher DJ und Produzent
- Heinrich Schäfer (Historiker) (1794–1869), deutscher Historiker
- Heinrich Schäfer (Politiker, 1794) (1794–1870), deutscher Politiker, MdL Pyrmont
- Heinrich Schaefer (Lehrer) (Henri Schaefer; 1851–nach 1908), deutscher Pädagoge
- Heinrich Schäfer (Ägyptologe) (1868–1957), deutscher Ägyptologe
- Heinrich Schäfer (Politiker, 1877) (1877–1955), deutscher Politiker, MdL Württemberg
- Heinrich Schäfer (Politiker, 1879) (1879–1951), deutscher Jurist und Politiker (Zentrum), Bürgermeister von Essen
- Heinrich Schäfer (Politiker, 1880) (1880–1924), deutscher Politiker (SPD)
- Heinrich Schaefer (Schriftsteller) (1889–1943), deutscher Schriftsteller
- Heinrich Schäfer (Marineoffizier) (1907–1944), deutscher Marineoffizier
- Heinrich Schäfer (SS-Mitglied) (1907–1986), deutscher SS-Unterscharführer
- Heinrich Schäfer (General) (1907–1986), deutscher Generalmajor
- Heinrich Schäfer (Agrarwissenschaftler) (1909–1980), deutscher Agrarwissenschaftler und Hochschullehrer
- Heinrich Schäfer (Student) (1920–1941), deutscher Theologiestudent und Mitglied der Schönstattbewegung
- Heinrich Schäfer (Badminton) (* 1936), deutscher Badmintonspieler
- Heinrich Schäfer (Zuhälter) (1937–1997), deutscher Zuhälter
- Heinrich Schäfer-Vinn (1913–1966), Schweizer Bauunternehmer
- Heinrich-Christian Schäfer-Hansen (1901–1977), deutscher Kaufmann, Politiker (NSDAP) und SA-Führer
- Heinrich Wilhelm Schaefer (1835–1892), deutscher Klassischer Philologe und Lehrer
- Heinrich Wilhelm Schäfer (* 1955), deutscher Theologe und Autor
- Heinz Schäfer (Hockeyspieler) (1900–??), deutscher Hockeyspieler
- Heinz Schäfer (Offizier) (* 1931), deutscher Offizier
- Heinz Schäfer (Fußballspieler) (* 1939), deutscher Fußballspieler
- Heinz Schäfer (Ringer) (1950–1983), deutscher Ringer
- Helga Cremer-Schäfer (* 1948), deutsche Soziologin und Kriminologin
- Helmut Schäfer (Gewichtheber) (1908–1994), deutscher Gewichtheber
- Helmut Schaefer (Ingenieur) (1926–2006), deutscher Ingenieur und Hochschullehrer
- Helmut Schäfer (Politiker) (* 1933), deutscher Politiker (FDP, parteilos)
- Helmut Schäfer (Dramaturg) (* 1952), deutscher Dramaturg
- Helmut Schäfer (Mediziner), deutscher Mediziner und Hochschullehrer
- Helmut H. Schaefer (1925–2005), deutscher Mathematiker und Hochschullehrer
- Helmut M. Schäfer (* 1942), deutscher Jurist und Hochschullehrer
- Henrik Schaefer (* 1968), deutscher Dirigent
- Henry F. Schaefer (* 1944), US-amerikanischer Chemiker
- Herbert Schäfer (Kriminalist) (1926–2019), deutscher Kriminalist, Jurist, Verleger und Autor
- Herbert Schäfer (Fußballspieler) (1927–1991), deutscher Fußballspieler und -trainer
- Herbert Schäfer (Designer) (* 1932), deutscher Industriedesigner
- Herbert Schäfer (Schauspieler) (* 1968), deutscher Schauspieler
- Herbert Schäfer (Chemiker) (1933–1986), deutscher Chemiker
- Hermann Schaefer (Maler) (1815–nach 1850), deutscher Porträtmaler der Düsseldorfer Schule
- Hermann Schaefer (Schriftsteller) (1847–1932), deutscher Schriftsteller
- Hermann Schaefer (Politiker, 1848) (1848–1932), deutscher Verwaltungsbeamter und Bürgermeister
- Hermann Schäfer (Architekt) (1871–1914), deutscher Architekt
- Hermann Schaefer (General) (1885–1962), deutscher Generalmajor
- Hermann Schäfer (Politiker, 1892) (1892–1966), deutscher Politiker (DDP, FDP, FVP, DP)
- Hermann Schäfer (NS-Funktionär) (um 1894–nach 1964), deutscher NS-Propagandafunktionär
- Hermann Schäfer (Politiker, 1900) (1900–1961), deutscher Politiker (SPD), Mitglied des Abgeordnetenhauses von Berlin
- Hermann Schäfer (Maler) (1906–1936), deutscher Maler und Grafiker
- Hermann Schaefer (Mathematiker) (1907–1969), deutscher Mathematiker und Hochschullehrer
- Hermann Schäfer (Komponist, 1911) (1911–1977), deutscher Komponist und Musikdirektor
- Hermann Schäfer (Komponist, 1927) (1927–2009), deutscher Komponist und Musikpädagoge
- Hermann Schäfer (Historiker) (* 1942), deutscher Historiker
- Hermann Ludwig Schäfer (1872–1917), deutscher Architekt und Stadtbaumeister
- Hilmar Schäfer (1977–2023), deutscher Kulturwissenschaftler
- Horst Schäfer (Schriftsteller) (* 1928), deutscher Schriftsteller und Politiker
- Horst Schäfer (Schauspieler, 1929) (1929–1978), deutscher Schauspieler
- Horst Schäfer (Journalist) (1930–2020), deutscher Journalist
- Horst Schäfer (Fotograf) (1932–2022), deutscher Fotograf
- Horst Schäfer (Produzent), Fernsehproduzent und Schauspieler
- Horst Schäfer (Schauspieler, 1942) (* 1942), deutscher Schauspieler, Theaterpädagoge und Filmpublizist
- Horst Schäfer (Politiker, 1943) (* 1943), deutscher Politiker (SPD)
- Horst Schäfer-Schuchardt (* 1936), deutscher Jurist, Kunsthistoriker und Autor
- Hugo Schäfer-Schuchardt (1907–1974), deutscher Sänger (Bass)

### I
- Ilja Schäfer (* 1987), Boxer und Kickboxer
- Inéz Schaefer (* 1990), deutsche Jazzsängerin, siehe Inéz (Musikerin)
- Ingeburg Schäfer (1933–2011), deutsche Politikerin (SPD)
- Ingo Schäfer (* 1965), deutscher Politiker (SPD)
- Irene Soltwedel-Schäfer (* 1955), deutsche Politikerin (Bündnis 90/Die Grünen), MdEP, MdL und Lobbyistin

### J
- Jack Schaefer (1907–1991), US-amerikanischer Schriftsteller
- Jacob Schaefer senior (1855–1910), US-amerikanischer Karambolagespieler
- Jacob Schaefer (Komponist) (auch Yonkel Schaefer; 1888–1936), US-amerikanischer Komponist
- Jacob Schaefer junior (1894–1975), US-amerikanischer Karambolagespieler
- Jakob Schaefer (1890–1971), deutscher Politiker (KPD Hessen), MdL Hessen
- Jamila Schäfer (* 1993), deutsche Politikerin und Sprecherin der Grünen Jugend
- Jan Schaefer (Politiker) (1940–1994), niederländischer Politiker (PvdA)
- Jan Schäfer-Kunz (* 1964), deutscher Ingenieur und Wirtschaftswissenschaftler
- Jan Schäfer (Kanute) (* 1974), deutscher Kanute
- Jan Philipp Schaefer (* 1977), deutscher Rechtswissenschaftler und Hochschullehrer
- Jan W. Schäfer (* ca. 1973), Redakteur von Bild (Fernsehsender)
- Janne Schäfer (* 1981), deutsche Schwimmerin
- Jaron Schäfer (* 1993), deutscher Fußballspieler
- Jenny Schäfer (* 1985), deutsche Bildende Künstlerin und Autorin
- Jens Schäfer (* 1963), deutscher Schauspieler
- Joachim Schäfer (Autor) (* 1946), deutscher Autor und Journalist
- Joachim Schäfer (Musiker, 1950) (* 1950), deutscher Musiker, Sänger und Komponist
- Joachim Schäfer (Musiker, 1952) (1952–1997), deutscher Chansonnier, Komponist und Gitarrist,
- Joachim Schäfer (Pfarrer) (* 1952), deutscher Pfarrer und Autor, siehe Ökumenisches Heiligenlexikon
- Joachim Schaefer (* 1961), deutscher Pädagoge und Journalist
- Joachim Schäfer (Musiker, 1973) (* 1973), deutscher Trompeter
- Jobst Schaefer (1912–nach 1963), deutscher Politiker (CDU), MdL Niedersachsen
- Jochim Schäfer (1641–1695), deutscher Zimmermeister
- Johann Schäfer (Unternehmer) († um 1861), deutscher Stellmacher und Unternehmer
- Johann Schäfer (Fotograf) (1822–nach 1855), deutscher Maler und Fotograf
- Johann Schäfer (Journalist) (1893–1973), deutscher Wirtschaftsjournalist
- Johann Adam Schäfer (1756–1840), deutscher Altphilologe
- Johann Friedrich Schäfer (nach 1685–??), deutscher Orgelbauer, siehe Johann Friedrich Schäffer
- Johann Georg Schaefer (1823–1908), deutscher Kunsthistoriker, Erzieher und Pädagoge
- Johann Georg Schäfer (Industrieller) (1861–1925), deutscher Industrieller
- Johann Heinrich Schäfer (1810–1887), deutscher Orgelbauer
- Johann Heinrich Schäfer (1868–1957), deutscher Ägyptologe, siehe Heinrich Schäfer (Ägyptologe)
- Johann Jacob Schäfer (1813–1883), deutscher Politiker, MdL Kurhessen
- Johann Jakob Schäfer (1749–1823), Schweizer Geodät und Politiker
- Johann Jakob Schäfer (1822–1881), Schweizer Baumeister und Architekt, siehe Johann Jakob Schefer
- Johann Nepomuk Schäfer (auch Johann Nepomuk Schäffer; 1751–1796), deutscher Geistlicher, Theologe und Hochschullehrer
- Johann Nikolaus Schäfer (1671–1744), deutscher Orgelbauer
- Johann Peter Schäfer (1813–1902), deutscher Pädagoge und Sozialreformer
- Johann Sebastian Schäfer (1827–1889), deutscher Landwirt und Politiker, MdL Kurhessen
- Johann Wilhelm Schaefer (auch Wilhelm Schaefer; 1809–1880), deutscher Germanist und Literaturwissenschaftler
- Johannes Schäfer (Politiker, 1903) (1903–1993), deutscher Politiker (NSDAP)
- Johannes Schäfer (Politiker, 1908) (1908–1988), deutscher Politiker (CDU), MdBB
- Johannes Schäfer (Organist) (1928–1996), deutscher Organist
- Johannes Schaefer (* 1963), deutscher Sänger, Schauspieler und Regisseur
- Johannes Schäfer (* 1965), deutscher Rockmusiker, siehe Hannes Schäfer
- Johannes Schäfer (Filmeditor) (* 1977), deutscher Filmeditor
- Johannes Karl Roland Schäfer (* 1980), deutscher Schauspieler und Musiker
- Johannes W. Schäfer (* 1960), deutscher Komponist
- Jörg Schäfer (1926–2021), deutscher Klassischer Archäologe
- Jörg Schaefer (* 1959), deutscher Leichtathlet
- Jörgen Schäfer (* 1967), deutscher germanistischer Literaturwissenschaftler
- Jorgo Schäfer (Jürgen Schäfer; * 1949), deutscher Maler, Grafiker und Cartoonist
- Josef Schäfer (Landrat), deutscher Verwaltungsbeamter
- Josef Schäfer (Politiker) (1902–1994), deutscher Politiker (SPD), MdL Bayern
- Josef Schäfer (Heimatforscher) (1905–1981), deutscher Heimatforscher
- Josef Schäfer (Musiker) (auch Josef Schäfer-Marmagen; 1920–??), deutscher Musiker, Komponist und Autor
- Josef Schaefer (Entomologe) (1926–??), deutscher Schmetterlingsforscher
- Josef Schäfer (Fußballspieler) (* 1926), deutscher Fußballspieler
- Joseph Schäfer, fränkischer Arzt und Politiker
- Joseph Schäfer (Heimatforscher, 1867) (1867–1938), deutscher Lehrer, Schulleiter, Fotograf und Heimatforscher
- Julia Schaefer (* 1996), deutsche Volleyballspielerin
- Jürgen Schäfer (Anglist) (1933–1985), deutscher Anglist und Hochschullehrer
- Jürgen Schaefer (Historiker) (* 1938), deutscher Historiker und Lateinamerikanist
- Jürgen Schäfer (Maler) (* 1941), deutscher Maler und Grafiker
- Jürgen Schäfer (* 1949), deutscher Maler, Grafiker und Cartoonist, siehe Jorgo Schäfer
- Jürgen Schäfer (Fußballspieler) (* 1954), deutscher Fußballspieler
- Jürgen Schäfer (Mediziner) (* 1956), deutscher Kardiologe
- Jürgen Schäfer (Jurist) (* 1962), deutscher Jurist und Richter
- Jürgen Peter Schäfer, deutscher Schlagersänger, siehe Jürgen Peter (Sänger)

### K
- Kai Schäfer (* 1993), deutscher Badmintonspieler
- Kanut Schäfer (1894–1971), deutscher Schriftsteller
- Karin Schäfer (* 1963), österreichische Regisseurin und Puppenspielerin
- Karl Schäfer (Orgelbauer) (1838–1922), deutscher Orgelbauer
- Karl Schäfer (Heimatdichter) (1849–1915), deutscher Lehrer, Heimatdichter und Sänger
- Karl Schaefer (Winzer) (1849–1932), deutscher Winzer
- Karl Schäfer (Schriftsteller) (1855–1943), deutscher Schriftsteller und Jurist
- Karl Schaefer (Kunsthistoriker) (1870–1942), deutscher Kunsthistoriker, Museumsdirektor und Konservator
- Karl Schäfer (Maler) (1888–1957), deutscher Maler
- Karl Schäfer (SS-Mitglied) (1892–1943), deutscher SS-Brigadeführer und Generalmajor der Polizei
- Karl Schäfer (Komponist) (1899–1970), deutscher Dirigent, Komponist, Pianist und Musikdirektor
- Karl Schäfer (Jurist) (1899–1993), deutscher Rechtswissenschaftler
- Karl Schaefer (Architekt) (1900–1993), deutscher Architekt
- Karl Schäfer (Eiskunstläufer) (1909–1976), österreichischer Eiskunstläufer
- Karl Schäfer (Politiker) (1912–1991), deutscher Politiker (CSU)
- Karl Schaefer (Fernsehproduzent), US-amerikanischer Fernsehproduzent und Drehbuchautor
- Karl Erich Schaefer (1905–1982), deutscher Maler und Grafiker
- Karl Heinrich Schäfer (Historiker) (1871–1945), deutscher Historiker und Archivar
- Karl Heinrich Schäfer (Jurist) (* 1947), deutscher Jurist
- Karl-Heinz Schäfer (Mediziner) (1911–1985), deutscher Pädiater
- Karl-Heinz Schäfer (Kanute) (* 1921), deutscher Kanute
- Karl-Heinz Schäfer (Politiker, 1928) (* 1928), deutscher Staatssekretär und Parteifunktionär (SED)
- Karl-Heinz Schäfer (Gebrauchsgrafiker) (* 1932),  deutscher Gebrauchsgrafiker
- Karl-Heinz Schäfer (Komponist, 1932) (1932–1996), Komponist
- Karl-Heinz Schäfer (Bauunternehmer) (1934–2011), deutscher Bauingenieur und Bauunternehmer
- Karlheinz Schäfer (Bildhauer) (* 1941), deutscher Bildhauer
- Karl-Heinz Schäfer (Politiker, 1953) (* 1953), deutscher Politiker, Bürgermeister von Pohlheim
- Karl-Heinz Schäfer (Rennfahrer), deutscher Automobilrennfahrer
- Karl Robert Schäfer (1894–1970), deutsch-schweizerischer Schauspieler, Filmemacher und Gewerkschaftler
- Karl Theodor Schäfer (1900–1974), deutscher Theologe
- Karl Wilhelm Schäfer (1807–1869), deutscher Historiker
- Karsten Schäfer (* 1976), deutscher Handballspieler, -trainer und Sportwissenschaftler
- Kaspar Schaefer (1936–1997), deutscher Flötist, Cembalist und Konzertagent
- Kathrin Senger-Schäfer (* 1962), deutsche Politikerin (Die Linke), MdB
- Katrin Schäfer (* 1972), deutsche Autorin (Pseudonym Catherine Shepherd)
- Klaus Schäfer (Physikochemiker) (1910–1984), deutscher Physikochemiker
- Klaus Schäfer (Agrarwissenschaftler) (* 1930), deutscher Agrarwissenschaftler und Hochschullehrer in Hannover
- Klaus Schäfer (Politiker) (* 1945), deutscher Politiker (SPD)
- Klaus Schäfer (Theologe, 1953) (* 1953), deutscher evangelischer Theologe
- Klaus Schäfer (Theologe, 1958) (* 1958), deutscher katholischer Theologe
- Klaus Schäfer (Fußballspieler) (* 1959), deutscher Fußballspieler
- Klaus Schäfer (Mathematiker) (* 1962), deutscher Mathematiker und Finanzwissenschaftler
- Klaus Schäfer (Energiemanager) (1967–2020), deutscher Energiemanager
- Konrad Schäfer (Chemiker) (1874–1922), deutscher Chemiker und Hochschullehrer
- Konrad Schäfer (Politiker) (1875–1939), deutscher Verwaltungsjurist und Politiker, MdL Hannover
- Konrad Schäfer (Mediziner) (1911–nach 1951), deutscher Mediziner
- Konrad Schaefer (Maler) (1915–1991), deutscher Maler und Grafiker
- Konstantin Schäfer (1899–1978), deutscher Pädagoge und Heimatforscher
- Kunibert Schäfer (* 1957), deutscher Organist, Kirchenmusiker, Dirigent und Hochschullehrer
- Kurt Schäfer (Politiker) (1797–1873), deutscher Politiker, MdL Kurhessen
- Kurt Schäfer (Zahnmediziner), deutscher Zahnmediziner
- Kurt Schäfer (Fußballspieler) (1915–1944), deutscher Fußballspieler
- Kurt Schaefer (Fotograf) (1922–2020), österreichischer Fotograf und Konstrukteur

### L
- Lane Schäfer (* 1982), deutsche Kostümbildnerin
- Lara-Marie Schaefer (* 2006), deutsche Volleyballspielerin
- Lasse Schäfer (* 2003), deutscher Politiker (PdH)
- Laurenz Schäfer (1840–1904), deutscher Maler
- Lena Schäfer (* 1992), deutsche Sommerbiathletin
- Léon Schäfer (* 1997), deutscher Leichtathlet
- Leonhard Herberg-Schaefer (1877–nach 1942), deutscher Unternehmer
- Leopold Schaefer (1884–1952), deutscher Jurist, Ministerialbeamter und Fachautor
- Linus Schäfer (* 2003), deutscher Fußballspieler
- Liselotte Schäfer-Risse (1912–nach 1956), deutsche Sängerin (Alt)
- Logan Schäfer (* 1986), US-amerikanischer Baseballspieler
- Lothar Schäfer (1934–2020), deutscher Philosoph
- Lucas Schäfer (Tiermediziner) (1883–1962), deutscher Tiermediziner
- Lucas Schäfer (Ruderer) (* 1994), deutscher Ruderer
- Ludwig Schäfer (Politiker) (1812–1879), deutscher Politiker, MdL Großherzogtum Hessen
- Ludwig Schäfer (Richter) (1912–2003), deutscher Richter
- Ludwig Schäfer-Grohe (1909–1983), deutscher Maler, Zeichner und Lithograf
- Lutz Schäfer (* 1965), deutscher Schauspieler, Synchronsprecher und Heilpraktiker

### M
- Maike Schaefer (* 1971), deutsche Politikerin (Bündnis 90/Die Grünen)
- Malte Schaefer (* 1970), deutscher Bratschist und Sänger
- Manfred Schäfer (Physiker) (1912–1996), deutscher Physiker und Fernschachspieler
- Manfred Schäfer (Politiker) (1921–1999), deutscher Politiker (CDU)
- Manfred Schaefer (Fußballspieler) (1943–2023), deutsch-australischer Fußballspieler und -trainer
- Manfred Schäfer (Ethnologe) (1949–2003), deutscher Ethnologe
- Manfred Schäfer (Feuerwehrmann), deutscher Feuerwehrmann
- Marc Schaefer (Organist) (1934–2024), französischer Organist
- Marc Schaefer (Politiker) (* 1961), luxemburgischer Politiker
- Marcel Schäfer (* 1984), deutscher Fußballspieler
- Margret Schaefer (1922–2013), deutsche Redakteurin, Pädagogin und Friedensaktivistin
- Maria Hugonis Schäfer (1930–2014), deutsche Ordensschwester
- Marian Schäfer (* 1993), deutscher Schauspieler
- Marion Schaefer (* 1950), deutsche Apothekerin und Hochschullehrerin
- Markus Schäfer (Sänger) (* 1961), deutscher Sänger (Tenor)
- Markus Schäfer (Fußballspieler) (* 1963), deutscher Fußballspieler
- Markus Schäfer (Manager) (* 1965), deutscher Manager
- Markus Schäfer (Schachspieler) (* 1969), deutscher Schachspieler
- Markus Schäfer (* 1983), deutscher Performancekünstler, siehe Markus&Markus
- Martin Schäfer (Lehrer) (1889–1971), deutscher Lehrer und Heimatforscher
- Martin Schäfer (Kameramann) (1943–1988), deutscher Kameramann
- Martin Schäfer (Musikjournalist) (* 1948), Schweizer Kulturjournalist und Radioproduzent
- Martin Schäfer (Politiker, 1951) (* 1951), deutscher Politiker (SPD), MdHB
- Martin Schäfer (Politiker, 1965) (* 1965), deutscher Politiker (UWG), Bürgermeister von Gröbenzell
- Martin Schäfer (Produzent) (1966–2013), deutscher Fernsehproduzent
- Martin Schäfer (Diplomat) (* 1967), deutscher Diplomat
- Martin Schaefer (* 1974), deutscher Kommunalpolitiker, Bezirksbürgermeister von Berlin-Lichtenberg
- Martin Jörg Schäfer (* 1971), deutscher Germanist
- Martin L. Schäfer (1965–2017), deutscher Schauspieler, Synchronsprecher, Musiker und Sänger
- Martina Schäfer (Schriftstellerin) (* 1952), deutsche Schriftstellerin, Vor- und Frühhistorikerin und Komponistin
- Martina Schäfer (Soziologin) (* 1964), deutsche Biologin, Soziologin und Hochschullehrerin
- Matthias Schaefer (1942–2021), deutscher Zoologe und Ökologe
- Max Schäfer (Fußballspieler) (1907–1990), deutscher Fußballspieler und -trainer
- Max Schäfer (Parteifunktionär) (1913–1986), deutscher Journalist und Parteifunktionär (SPD, KPD, DKP)
- Max Schäfer (Leichtathlet), südafrikanischer Leichtathlet
- Max Schaefer (Spieleentwickler), US-amerikanischer Spieleentwickler
- Maximilian Schäfer (1851–1916), deutscher Maler, Illustrator und Autor
- Melchior Schäfer (1682–1738), pietistischer Prediger
- Milita Schäfer, deutsche Ordensschwester
- Micaela Schäfer (* 1983), deutsches Model
- Micha Schäfer (* 1987), Schweizer Koch
- Michael Schäfer (Botaniker) (1790–1846), deutscher Pfarrer, Zoologe und Botaniker
- Michael Schäfer (Politiker, I), deutscher Politiker, MdPL Schlesien
- Michael Schäfer (Tiermediziner) (1937–2001), deutscher Pferdeforscher, Züchter und Autor
- Michael Schaefer (Diplomat) (* 1949), deutscher Diplomat
- Michael Schäfer (Boxer), deutscher Boxer
- Michael Schäfer (Pianist, 1956) (* 1956), deutscher Pianist
- Michael Schäfer (Historiker), (* 1957), deutscher Historiker
- Michael Schäfer (Leichtathlet, 1958) (* 1958), deutscher Mittelstrecken- und Crossläufer
- Michael Schäfer (Fußballspieler) (* 1959), dänischer Fußballspieler und -trainer
- Michael Schäfer (Ministerialbeamter) (* 1961), deutscher Ministerialbeamter
- Michael Schäfer (Pianist, 1963) (* 1963), deutscher Pianist und Komponist
- Michael Schäfer (Leichtathlet, 1970) (* 1970), deutscher Mittelstreckenläufer
- Michael Schäfer (Politiker, 1972) (* 1972), deutscher Politiker (Bündnis 90/Die Grünen)
- Michael Schaefer (Produzent) (* 1975/1976), Filmproduzent
- Michael Schaefer (Autor) (* 1976), deutscher Autor
- Michael Schäfer (Leichtathlet, 1977) (* 1977), deutscher Sprinter
- Michael Schäfer (Politiker, 1982) (* 1982), deutscher Politiker (NPD)
- Michael Schäfer (Leichtathlet, 1999) (* 1999), deutscher Sprinter
- Michaela Schäfer (* 1963), deutsche Juristin und Richterin
- Michel Schäfer (* 1967), deutscher Schauspieler und Lyriker
- Michelle Schäfer (* 2003), deutsche Handballspielerin
- Mike S. Schäfer (* 1976), deutscher Journalist und Hochschullehrer
- Mitja Schäfer (* 1980), deutscher Fußballspieler
- Monika Schäfer (* 1959), deutsche Langstreckenläuferin
- Monika Schäfer-Korting (* 1952), deutsche Pharmakologin
- Moritz Schäfer (1826–1888), deutscher Verleger

### N
- Natalie Schafer (1900–1991), US-amerikanische Schauspielerin
- Nolan Schaefer (* 1980), kanadischer Eishockeytorwart
- Norbert Schäfer (Journalist) (1934–2001), deutscher Journalist und stellvertretender Regierungssprecher
- Norbert Schäfer (* 1956), deutscher Klavierpädagoge, Pianist und Komponist

### O
- Oda Schaefer (1900–1988), deutsche Schriftstellerin
- Ole Schäfer (1970–2024), deutscher Typograf und Schriftentwerfer
- Oliver Schäfer (* 1969), deutscher Fußballspieler
- Oskar Schäfer (1891–1951), deutscher Lehrer, Heimatforscher und Museumsdirektor
- Oswald Schäfer (1908–1991), deutscher Jurist, SS-Führer und Polizeibeamter
- Otto Schäfer (Oberamtmann) (1876–1951), badischer Verwaltungsbeamter
- Otto Schäfer (Musiker) (1876–1967), deutscher Organist und Dirigent
- Otto Schäfer (Architekt, 1879) (1879–1953), Schweizer Architekt
- Otto Schäfer (Architekt, 1882) (1882–1959), deutscher Architekt
- Otto Schäfer (Politiker, 1886) (1886–1960), deutscher Politiker (FDP), MdL Braunschweig
- Otto Schäfer (Orgelbauer) (1891–1945), deutscher Orgelbauer
- Otto Schäfer (Heimatforscher) (1901–1986), deutscher Heimatforscher
- Otto Schäfer (Physiker) (1909–2000), deutscher Physiker, Regelungstechniker und Hochschullehrer
- Otto Schäfer (Politiker, 1912) (1912–1973), deutscher Politiker (CDU), MdL Niedersachsen
- Otto Schäfer (Industrieller) (1912–2000), deutscher Industrieller und Kunstsammler
- Otto Schäfer (Politiker, 1921) (1921–1992), deutscher Politiker (SPD), MdBB

### P
- Patricia Schäfer (Schauspielerin) (* 1967), deutsche Schauspielerin
- Patricia Schäfer (Moderatorin) (* 1968), deutsche Journalistin und Moderatorin
- Paul von Schaefer (1857–1924), deutscher General der Infanterie
- Paul Schaefer (Architekt, 1867) (1867–nach 1929), deutscher Architekt
- Paul Schäfer (Mediziner) (1881–1965), deutscher Gynäkologe und Hochschullehrer
- Paul Schäfer (Maler, 1886) (1886–??), deutscher Maler
- Paul Schäfer (Architekt, 1886) (1886–1953), deutscher Architekt
- Paul Schäfer (Maler, 1888) (1888–1968), deutscher Kirchenmaler
- Paul Schäfer (Politiker, 1894) (1894–1938), deutscher Politiker (KPD)
- Paul Schaefer (Politiker, II) († 1968), deutscher Politiker (CDU), Oberbürgermeister von Speyer
- Paul Schaefer (Pädagoge) (1904–1985), Schweizer Lehrer und Verbandsfunktionär
- Paul Schäfer (Architekt, III), Schweizer Architekt
- Paul Schaefer (Eishockeyspieler) (auch Paul Schaeffer; 1911–1989), US-amerikanischer Eishockeyspieler
- Paul Schäfer (Sektengründer) (1921–2010), deutscher Pädokrimineller und Sektenführer
- Paul Schäfer (Geograph) (1922–1995), deutscher Geograph und Hochschullehrer
- Paul Schäfer (Politiker, 1949) (* 1949), deutscher Politiker (Die Linke)
- Paul Kanut Schäfer (1922–2016), deutscher Schriftsteller
- Pauline Schäfer-Betz (* 1997), deutsche Kunstturnerin
- Paulus Schäfer (* 1978), niederländischer Jazzmusiker
- Peter Schaefer (Pietist) (um 1660–1729), finnischer Theologe und Pietist
- Peter Schäfer (1875–1940), deutscher Blumenverkäufer und Stadtoriginal, siehe Blumepeter
- Peter Schäfer, Pseudonym von Otto Schwerdt (SS-Mitglied) (1914–1975), deutscher SS-Hauptsturmführer
- Peter Schaefer (Architekt) (Peter Schäfer; 1928–2009), Schweizer Architekt
- Peter Schäfer (Edelweißpirat) (* 1930), deutscher Widerstandskämpfer
- Peter Schäfer (Historiker) (1931–2016), deutscher Historiker
- Peter Schäfer (Fußballspieler) (* 1941), deutscher Fußballspieler
- Peter Schäfer (Judaist) (* 1943), deutscher Judaist
- Peter Schaefer (Eishockeyspieler) (* 1977), kanadischer Eishockeyspieler
- Peter Weber-Schäfer (1935–2019), deutscher Politikwissenschaftler und Übersetzer
- Petra Schäfer (* 1965), deutsche Autorin
- Philipp Schaefer (Architekt) (1885–1952), deutscher Architekt
- Philipp Schäfer (Theologe) (1934–2002), deutscher Theologe
- Philipp Schäfer (Designmanager) (* 1971), deutscher Digital-Designer und Manager

### R
- Ralf Schäfer (* 1966), deutscher Historiker
- Raphael Schäfer (* 1979), deutscher Fußballspieler
- Raphael Schäfer (Politiker) (* 1981), deutscher Politiker (CDU)
- Reid Schaefer (* 2003), kanadischer Eishockeyspieler
- Reinhard Schaefer (* 1928), deutscher Generalarzt
- Reinhold Schäfer (1945–2022), deutscher Informatiker
- Renate Böschenstein-Schäfer (1933–2003), schweizerisch-deutsche Literaturwissenschaftlerin und Universitätsdozentin
- Richard Schäfer (1884–1945), deutscher Lokalpolitiker (SPD), Widerstandskämpfer
- Robert Schäfer (Polizeipräsident) (* 1958), deutscher Polizist, Polizeipräsident des Polizeipräsidiums Westhessen
- Robert Schäfer (Fußballfunktionär) (* 1976), deutscher Fußballfunktionär
- Roberto Schaefer, US-amerikanischer Kameramann
- Roland Schäfer (Schauspieler) (* 1943), deutscher Schauspieler
- Roland Schäfer (Politiker) (* 1949), deutscher Politiker (SPD)
- Roland Schäfer (Diplomat) (* 1958), deutscher Diplomat
- Roland Simon-Schaefer (1944–2010), deutscher Philosoph
- Rolf Schäfer (1931–2024), deutscher Kirchenhistoriker und Oberkirchenrat
- Rolf Schäfer (Chemiker) (* 1970), deutscher Chemiker und Hochschullehrer
- Romanus Johannes Schaefer (1866–1944), deutscher Arzt, Übersetzer und Medizinhistoriker
- Rosl Schäfer (1926–1982), deutsche Schauspielerin
- Rudi Schäfer (* 1934), deutscher Gewerkschafter
- Rüdiger Schäfer (* 1965), deutscher Schriftsteller
- Rudolf Schäfer (Kirchenmaler) (1878–1961), deutscher Kirchenmaler und Illustrator
- Rudolf Schäfer (Paramilitär) (1885–??), deutscher Architekt und Paramilitär, siehe Blücherbund
- Rudolf Schaefer (Mediziner) (1896–1979), deutscher Mediziner
- Rudolf Schäfer (Maler, 1912) (1912–1973), deutscher Maler und Grafiker
- Rudolf Schäfer (Historiker) (1914–1985), deutscher Journalist, Historiker und Heimatforscher
- Rudolf Schäfer (Jurist) (* 1942), deutscher Jurist, Bauingenieur und Hochschullehrer
- Rudolf Schäfer (Fotograf) (* 1952), deutscher Fotograf und Hochschullehrer
- Rütger Schäfer (* 1940), deutscher Bibliothekar und Soziologe

### S
- Sabine Schäfer (* 1957), deutsche Komponistin, Medienkünstlerin und Hochschullehrerin
- Sabine Schäfer-Somi (* 1966), österreichische Tierärztin, Gynäkologin und Hochschullehrerin
- Sandra Schäfer (* 1970), deutsche Filmemacherin und Kuratorin
- Sandra Vanessa Schäfer (* 1977), deutsche Kunst- und Antiquitätenhändlerin
- Sebastian Schäfer (Schauspieler) (* 1963), deutscher Schauspieler
- Sebastian Schaefer (* 1977), deutscher Schriftsteller
- Sebastian Schäfer (Politiker, 1979) (* 1979), deutscher Politiker (Bündnis 90/Die Grünen)
- Sebastian Schäfer (Politiker, II), deutscher Politiker (Piraten)
- Sebastian Schäfer (Leichtathlet) (* 1986), deutscher Leichtathlet
- Sebastian Schäfer (Rennfahrer), Schweizer Automobilrennfahrer
- Siegfried Schäfer (* 1933), deutscher Ringer
- Stefan Schäfer (Architekt) (* 1963), deutscher Architekt und Hochschullehrer
- Stefan Schäfer (Komponist) (* 1963), deutscher Kontrabassist und Komponist
- Stefan Schäfer (Radsportler) (* 1986), deutscher Radsportler
- Stefanie Schäfer (* 1963), deutsche Übersetzerin
- Steffen Schäfer (* 1994), deutscher Fußballspieler
- Steffie Schäfer-Nathan (1895–1972), deutsche Grafikerin und Illustratorin
- Stephan Schäfer (Manager) (* 1974), deutscher Journalist und Manager
- Stephan Schäfer (Schauspieler) (* 1977), deutscher Schauspieler
- Stephanie Schäfer (* 1985), deutsche Schauspielerin
- Susanne Schaefer (Schauspielerin, 1950) (* 1950), deutsche Schauspielerin
- Susanne Schäfer (Schauspielerin, 1963) (* 1963), deutsche Schauspielerin
- Susanne Schäfer (Autorin) (* 1966), deutsche Autorin
- Susanne Schaefer-Wiery (* 1960), österreichische Politikerin
- Sven Schäfer (* 1971), deutscher Journalist und Verleger

### T
- Theo Schäfer (1846–1914), deutscher Pastor, Theologe und Behindertenfürsorger, siehe Theodor Schäfer (Theologe)
- Theo Schäfer (Kunsthistoriker) (Theodor Schäfer; 1872–1935), deutsch-schweizerischer Kunsthistoriker
- Theo Schäfer (Geistlicher) (1930–2019), katholischer Priester, Theologe und Gründer des Priesterseminars für Spätberufene in Lantershofen
- Theodor Schäfer (Theologe) (Theo Schäfer; 1846–1914), deutscher Pastor, Theologe und Behindertenfürsorger
- Theodor Schäfer (Pädagoge) (Wander-Schäfer; 1850–1932), deutscher Pädagoge, Wanderer und Autor
- Theodor Schäfer (Maler) (1889–1975), deutscher Maler
- Theodor Schaefer (Komponist) (1904–1969), tschechischer Komponist und Musikwissenschaftler
- Theodor Schaefer (Jurist) (1908–1991), deutscher Jurist
- Therese Braunecker-Schäfer (1825–1888), österreichische Schauspielerin und Tänzerin
- Thomas Schäfer (Diplomat) (* 1952), deutscher Diplomat
- Thomas Schäfer (Archäologe) (* 1953), deutscher Klassischer Archäologe
- Thomas Schäfer (Kameramann) (* 1963), deutscher Kameramann
- Thomas Schäfer (Politiker, 1966) (1966–2020), deutscher Politiker (CDU)
- Thomas Schäfer (Politiker, 1967) (* 1967), deutscher Politiker (FDP)
- Thomas Schäfer (Musikwissenschaftler) (* 1967), deutscher Musikwissenschaftler
- Thomas Schäfer (Handballspieler) (* 1970), deutscher Handballspieler
- Thomas Schäfer (Manager) (* 1970), deutscher Manager in der Automobilbranche
- Thomas Schäfer (Radsportler) (* 1980), deutscher Paracycler
- Thomas Schäfer-Elmayer (* 1946), österreichischer Tanzlehrer
- Thorsten Schäfer-Gümbel (* 1969), deutscher Politiker (SPD)
- Timo Schäfer (* 1982), deutscher Radrennfahrer
- Tobi Schäfer (* 1980), deutscher Rundfunkmoderator
- Tobias Schäfer (* 1997), deutscher Schauspieler
- Tobit Schäfer (* 1980), Schweizer Politiker (SP)
- Torsten Schäfer (* 1977), deutscher Journalist und Hochschullehrer

### U
- Udo Schaefer (1926–2019), deutscher Jurist und Bahai-Theologe
- Ueli Schäfer (1943–2021), Schweizer Architekt
- Ulf-Guido Schäfer (* 1969), deutscher Klarinettist, Arrangeur und Musikpädagoge
- Ulfried Schaefer (* 1942), deutscher Germanist, Dichter und Schriftsteller
- Ulli Schäfer (* 1983), deutscher Kommunalpolitiker (CDU), Landrat im Landkreis Greiz
- Ulrich Schaefer (Anthropologe) (1922–1990), deutscher Anthropologe
- Ulrich Schäfer (Fußballfunktionär) (* 1940), deutscher Fußballfunktionär
- Ulrich Schäfer (Wirtschaftsjournalist) (* 1967), deutscher Wirtschaftsjournalist
- Ulrich W. Schaefer (1938–2002), deutscher Internist und Krebsforscher
- Ulrike Schäfer (* 1965), deutsche Schriftstellerin
- Ulrike Schäfer (Fußballspielerin) (* 1967), deutsche Fußballspielerin
- Urs Ulrik Schäfer ist ein Pseudonym des Autors, Übersetzers und Journalisten Norbert Ney
- Ursula Schaefer (1947–2022), deutsche Anglistin und Linguistin
- Ute Schäfer (Politikerin) (* 1954), deutsche Politikerin (SPD)
- Ute Schäfer (Triathletin) (* 1967), deutsche Triathletin
- Uwe Schäfer (Politiker, 1938) (* 1938), deutscher Politiker (NPD)
- Uwe Schäfer (Kameramann), deutscher Kameramann
- Uwe Schäfer (Rennfahrer) (1963–2004), deutscher Automobilrennfahrer
- Uwe Schäfer (Politiker, 1964) (* 1964), deutscher Politiker (CDU)
- Uwe Schäfer (Maler) (* 1965), deutscher Maler und Grafiker
- Uwe Schäfer (* 1965/1966), deutscher Reggae-Sänger, siehe Uwe Banton

### V
- Valentin Schäfer (Politiker, 1592) (1592–1666), deutscher Politiker, Bürgermeister von Dresden
- Valentin Schäfer (Politiker, 1882) (1882–1938), deutscher Politiker (SPD), MdL Preußen
- Valentin Schaefer (Politiker) (1887–1952), deutscher Politiker (Zentrum, CDU)
- Vanessa Schaefer (* 2005), schweizerisch-kanadische Eishockeyspielerin
- Vincent Joseph Schaefer (1906–1993), US-amerikanischer Chemiker und Meteorologe
- Volker Schäfer (1935–2025), deutscher Historiker und Archivar

### W
- Walter Schäfer (Mediziner) (1894–1952), deutscher Gynäkologe und Hochschullehrer
- Walter Schäfer (Theologe) (1903–1979), deutscher Theologe
- Walter Schäfer (Landrat) (1906–2001), deutscher Verwaltungsjurist und Landrat
- Walter Schaefer (Verwaltungsjurist, 1909) (1909–1980), deutscher Verwaltungsjurist und Oberkreisdirektor
- Walter Schäfer (Pädagoge) (1910–1984), deutscher Pädagoge
- Walter Schäfer (Richter) (* 1925), deutscher Jurist und Richter
- Walter Schäfer (Manager) (* 1936), deutscher Bankmanager
- Walter Schäfer (Bauingenieur) (* 1943), deutscher Bauingenieur und Hochschullehrer
- Walter Schäfer (Architekt), deutscher Architekt und Autor
- Walter Schaefer-Kehnert (1918–2006), deutscher Agrarwissenschaftler und Hochschullehrer
- Walter Reese-Schäfer (* 1951), deutscher Politikwissenschaftler
- Walter Erich Schäfer (1901–1981), deutscher Agronom, Dramaturg und Intendant
- Walter Ernst Schäfer (Walter E. Schäfer; 1928–2014), deutscher Germanist, Literaturwissenschaftler und Hochschullehrer
- Walther Schäfer (Landrat) (1887–??), deutscher Politiker und Landrat
- Walther Schäfer (Mediziner) (1909–2001), deutscher Hygieniker, Bakteriologe und Hochschullehrer
- Wendel Schäfer (* 1940), deutscher Schriftsteller
- Werner Schäfer (KZ-Kommandant) (1904–1973), deutscher SA-Führer und KZ-Kommandant
- Werner Schäfer (Tiermediziner) (1912–2000), deutscher Virologe
- Werner Schäfer (General) (1925–1992), deutscher Generalleutnant
- Werner Schäfer (Motorsportler), deutscher Motorsportler
- Werner Schäfer (Boxer) (* 1952), deutscher Boxer
- Werner Schäfer (Anglist), deutscher Anglist
- W. Werner Schaefer (* 1945), deutscher Regisseur
- Wilfried Schäfer (General) (1926–2005), deutscher Generalmajor der NVA
- Wilfried Schäfer (1951–2003), deutscher Physiker
- Wilhelm Schäfer (1807–1869), deutscher Historiker, siehe Karl Wilhelm Schäfer
- Wilhelm Schaefer (Schriftsteller) (1835–1908), deutsch-schweizerischer Schriftsteller
- Wilhelm Schäfer (Maler) (1839–nach 1895), deutscher Maler, Lithograf und Illustrator
- Wilhelm Schäfer (Schriftsteller) (1868–1952), deutscher Schriftsteller
- Wilhelm Schäfer (Politiker, 1874) (1874–nach 1933), deutscher Landwirt und Mitglied des Provinziallandtages der Provinz Hessen-Nassau (NSDAP)
- Wilhelm Schäfer (Architekt) (1878–1971), Schweizer Architekt
- Wilhelm Schäfer (Pädagoge) (1881–1968), deutscher Pädagoge
- Wilhelm Schäfer (Märtyrer) (1884–1944), banatschwäbischer römisch-katholischer Geistlicher und Märtyrer
- Wilhelm Schäfer (Politiker) (1896–1933), deutscher Politiker (NSDAP), MdL Hessen
- Wilhelm Schaefer (Journalist) (1901–nach 1965), deutscher Wirtschaftsjournalist
- Wilhelm Schäfer (Jurist) (1902–1979), deutscher Jurist und Landrat
- Wilhelm Schäfer (Ingenieur) (1903–1985), deutscher Ingenieur und Hochschullehrer
- Wilhelm Schäfer (SS-Mitglied) (1911–1961), deutscher KZ-Aufseher und hingerichteter Kriegsverbrecher
- Wilhelm Schäfer (Paläontologe) (1912–1981), deutscher Paläontologe und Zoologe
- Wilhelm Schäfer (Informatiker) (* 1954), deutscher Informatiker
- Wilhelm Schäfer (Biologe) (* vor 1960), deutscher Biologe und Hochschullehrer
- Wilhelm Carl Schäfer (1791–1863), deutscher Gastwirt, MdL Kurhessen
- Willi Schäfer (Filmarchitekt) (1909–nach 1985), deutscher Filmarchitekt
- Willi Schäfer (Fußballtrainer), deutscher Fußballtrainer
- Willi Schäfer (Politiker), deutscher Politiker (DBD), MdV
- Willi Schäfer (Bobfahrer) (* 1932), deutscher Bobfahrer
- William Schaefer (Ringer), US-amerikanischer Ringer
- William Schaefer (Komponist) (1918–2009), US-amerikanischer Komponist und Dirigent
- William Schaefer (Hockeyspieler) (Bill Schaefer; 1925–2003), neuseeländischer Hockeyspieler
- William Donald Schaefer (1921–2011), US-amerikanischer Politiker
- Willy Schäfer (Handballspieler) (1913–1980), Schweizer Handballspieler
- Willy Schäfer (Politiker) (* 1927), deutscher Politiker (DBD), MdV
- Willy Schäfer (Radsportler) (* 1931), deutscher Radrennfahrer
- Willy Schäfer (Schauspieler) (1933–2011), deutscher Schauspieler und Synchronsprecher
- Winfried Schäfer (* 1950), deutscher Fußballspieler und -trainer und Politiker
- Wolf Schäfer (Ökonom) (1941–2020), deutscher Ökonom und Hochschullehrer
- Wolf Schäfer (Historiker) (* 1942), deutsch-amerikanischer Historiker und Professor
- Wolfgang Schaefer (1934–2003), deutscher Politiker (SPD)
- Wolfgang Schäfer (Jurist) (* 1944), deutscher Jurist und Direktor des Landschaftsverbandes Westfalen-Lippe
- Wolfgang Schäfer (Chorleiter) (* 1945), deutscher Chorleiter
- Wolfgang Schäfer (Politiker) (* 1957), deutscher Politiker (SPD)
- Wolfgang Schäfer (Fußballspieler) (* 1958), deutscher Fußballspieler

### Y
- Yao Schäfer-Tsahe (* 1973), deutscher Basketballspieler
- Yvonne Schäfer (* 1975), deutsche Schauspielerin

### Z
- Zdeněk Schaefer (1906–1966), tschechoslowakischer Pilzkundler